# Ku (gudar)

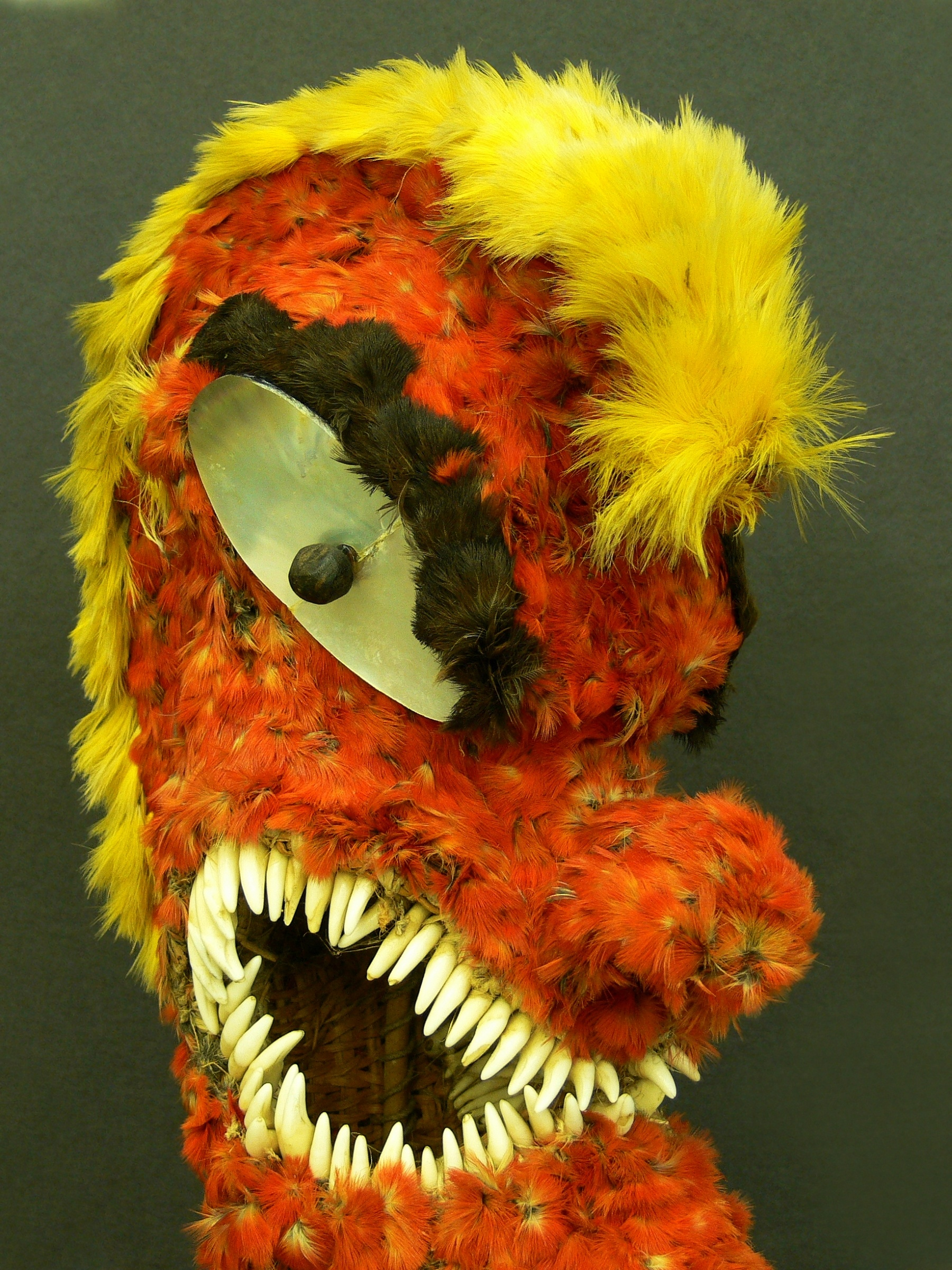
Skulpur från 1700-talet av fjädrar och andra föremål som föreställer en av gudarna

Ku är i Oceaniens mytologi på Hawaii en grupp stridsgudar.
Som enskilda gudar brukar dessa gestalter benämnas med en bestämning efter formen "Ku-i-skogen". De av dessa gestalter som utvecklats till fullvärdiga gudar brukar dessutom få nya funktioner, till exempel vara skyddsande åt snickare.